# Jenna Parker
Jenna Parker (* 20. April 1984 in Concord, Massachusetts als Jenna Shoemaker) ist eine US-amerikanische Schauspielerin, die früher als Triathletin und Mitglied der US-Nationalmannschaft aktiv war.

## Werdegang
2005 startete Jenna Shoemaker bei der U23-Weltmeisterschaft Triathlon, sie konnte das Rennen aber nicht beenden. Shoemaker studierte an der Harvard University und sie verließ die Universität 2006 mit dem Abschluss B.A. in Psychologie.
Im Jahr 2010 war Shoemaker auf Platz 49 in der Weltmeisterschafts-Rennserie und auf Platz fünf der USA-Rangliste gereiht. 
Ihr zwei Jahre älterer Bruder Jarrod Shoemaker (* 1982) war ebenfalls als Triathlet aktiv und Teilnehmer der Olympischen Spiele 2008.

### Vize-Meisterin Triathlon 2009
Im August 2009 wurde sie nationale Triathlon-Vize-Meisterin.
Sie ließ im Jahr 2011 ihren Namen von Jenna Shoemaker zu Jenna Parker ändern und nannte hierfür persönliche Gründe.
Im September 2013 erklärte die damals 29-Jährige nach dem dritten Rang beim „Beijing International Triathlon“ ihre Zeit als Triathlon-Profi für beendet.
Jenna Parker ist auch als Schauspielerin und Fotomodell aktiv. So spielte sie unter anderen im 2016 erschienenen Tierhorrorfilm Ice Sharks – Der Tod hat rasiermesserscharfe Zähne die weibliche Hauptrolle der Tracy.

## Sportliche Erfolge
| Datum/Jahr    | Rang | Wettbewerb                                   | Austragungsort   | Zeit     | Bemerkung                                                  |
| ------------- | ---- | -------------------------------------------- | ---------------- | -------- | ---------------------------------------------------------- |
| 21. Sep. 2013 | 3    | Beijing International Triathlon              | Peking           | 02:07:20 | Dritte hinter der schwedischen Siegerin Lisa Nordén        |
| 10. Juni 2012 | 3    | Escape from Alcatraz Triathlon               | San Francisco    | 02:23:32 |                                                            |
| 24. Juli 2010 | 40   | ITU Triathlon World Championship Series 2010 | London           |          | 5. Rennen der Serie                                        |
| 18. Juli 2010 | 23   | ITU Triathlon World Championship Series 2010 | Hamburg          |          | im vierten Rennen                                          |
| 5. Juni 2010  | 27   | ITU Triathlon World Championship Series 2010 | Madrid           |          |                                                            |
| 2. Mai 2010   | 2    | Escape from Alcatraz Triathlon               | San Francisco    | 02:14:47 | [ 6 ]                                                      |
| 11. Apr. 2010 | 23   | ITU Triathlon World Championship Series 2010 | Sydney           |          | beim Auftaktrennen der Saison 2010                         |
| 22. Aug. 2009 | 2    | USA Triathlon Elite National Championships   | Tuscaloosa       | 02:03:17 | Nationale Vize-Meisterin Kurzdistanz hinter Jasmine Oeinck |
| 15. Aug. 2009 | 32   | ITU Triathlon World Championship Series 2009 | London           | 01:58:13 | beim sechsten Rennen der Saison                            |
| 25. Juli 2009 | 24   | ITU Triathlon World Championship Series 2009 | Hamburg          | 02:01:24 | beim fünften Rennen der Saison                             |
| 20. Juni 2009 | DNF  | ITU Triathlon World Championship Series 2009 | Washington, D.C. | –        | drittes Rennen der Rennserie                               |
| 11. Sep. 2005 | DNF  | ITU Triathlon World Championship U23         | Gamagōri         | –        | U23-Weltmeisterschaft                                      |

(DNF – Did Not Finish)

## Filmografie (Auswahl)
- 2008: This Is Not a Test
- 2010: Summer of Silence
- 2011: Paint the Sky
- 2012: The Death of Love (Kurzfilm)
- 2013: The Last Supper (Kurzfilm)
- 2014: Shifter (Kurzfilm, Sprechrolle)
- 2014: Obsession (Kurzfilm)
- 2015: The Remedy (Fernsehserie, Episode 1x01)
- 2015: Diablo Canyon
- 2016: Ice Sharks – Der Tod hat rasiermesserscharfe Zähne (Ice Sharks) (Fernsehfilm)
- 2017: One Stop Away
- 2019: Afterthoughts (Kurzfilm)